# Eustochia Smeralda Calafato
Pour les articles homonymes, voir Calafato.
Eustochie Calafato ou Eustochia Smeralda Calafato en italien (25 mars 1434, Messine - 20 janvier 1485, Messine) est une religieuse italienne de l'ordre des Clarisses, fondatrice du monastère de Montevergine à Messine. Elle est considérée comme sainte par l'Église catholique.

## Biographie
À l'âge de 15 ans, la fille de la comtesse Mathilde de Calafato se fait clarisse dans sa ville natale de Messine en Sicile contre l'avis de sa famille.
Elle fonde en 1464 le monastère de Montevergine à Messine, à l'observance plus rigide, consacrant sa vie à la pénitence et à l'adoration eucharistique.
Morte le 20 janvier 1485, elle est inhumée dans son monastère, proche de la cathédrale de Messine. Sa dépouille mortelle n'ayant pas connu de corruption, elle a été placée en position verticale dans une grande loggia dans la partie supérieure du presbytère. Elle est accessible deux fois par semaine. Une ancienne tradition veut que tous les 22 août, son corps soit exposé à la vénération des fidèles.

## Canonisation et fête
Béatifiée en 1782, elle a été canonisée le 11 juin 1988 par le pape Jean-Paul II. Eustochia Smeralda Calafato est la copatronne de la ville de Messine. L'Église la fête le 20 janvier.

## Source
- (en) Cet article est partiellement ou en totalité issu de l’article de Wikipédia en anglais intitulé « Eustochia Smeralda Calafato » (voir la liste des auteurs).